# Петров, Иоаким Романович
Иоаким Романович Петров (22 сентября [4 октября] 1893, Ивановское, Санкт-Петербургская губерния — 10 октября 1970, Ленинград) — советский врач-патофизиолог, доктор медицинских наук (1936), профессор (1939), академик АМН СССР (с 1960); генерал-майор медицинской службы.

## Биография
Родился 22 сентября 1893 года в деревне Ивановское (ныне — в Ломоносовском районе Ленинградской области). Вскоре вместе с семьёй переехал в Петербург. В 1908 году окончил 2-классное училище, в 1912 — Петербургскую военно-фельдшерскую школу. Сдав экстерном экзамен на аттестат зрелости, в 1917 году поступил в Петроградский медицинский институт, откуда в 1919 году перевёлся на 3-й курс Военно-медицинской академии.
В 1922 году окончил Военно-медицинскую академию, работал на кафедре общей и экспериментальной патологии под руководством H. Н. Аничкова, которого считал своим учителем. С 1925 — младший преподаватель, в 1939—1963 годы — начальник кафедры патологической физиологии Военно-медицинской академии, в 1963—1968 — профессор-консультант академии. В период Великой Отечественной войны служил на Северо-Западном фронте.
Одновременно заведовал лабораторией экспериментальной биологии в Ленинградском институте гигиены труда и техники безопасности (1926—1936), лабораторией экспериментальной патологии в Ленинградском институте костного туберкулёза, гематологии и переливания крови (1932—1968), кафедрой патологической физиологии 1-го Ленинградского медицинского института (с 1938).
Председатель (1960—1968), почётный председатель (1968—1970) Всесоюзного общества патофизиологов.
Скончался 10 октября 1970 года в Ленинграде. Похоронен на Богословском кладбище Санкт-Петербурга.

## Научная деятельность
Исследования проводил в различных областях общей и экспериментальной патологии.
- Доказал значение макроэргических фосфорных соединений при кислородном голодании.
- Обосновал принципы комплексной терапии шока и предложил противошоковую жидкость.
- Разработал методы краниоцеребральной гипотермии.

### Избранные труды
- Острая кровопотеря и лечение её кровозамещающими жидкостями. — Л., 1945.
- Шок и коллапс. — Л., 1947.
- Кислородное голодание головного мозга. — Л., 1949.

## Награды
- орден Ленина (21.2.1945)[8]
- два ордена Красного Знамени (3.11.1944[9], 24.6.1948[10])
- орден Отечественной войны II степени (11.7.1945)[11]
- орден Трудового Красного Знамени
- медали, в том числе:
  - «За оборону Ленинграда» (22.12.1942)[12]
  - «За победу над Германией» (9.5.1945)[13]

## Память
- На здании анатомического корпуса ВМедА, где работал Иоаким Романович Петров, установлена мемориальная доска[6].

## Список использованной литературы
- Биологи. Биографический справочник. — Киев: Наукова думка, 1984. — 816 с.